# Allen Crabbe
Allen Lester Crabbe III (ur. 9 kwietnia 1992 w Los Angeles) – amerykański koszykarz, występujący na pozycji obrońcy.
25 lipca 2017 trafił w wyniku wymiany do Brooklyn Nets.
6 lipca 2019 w wyniku transferu został zawodnikiem Atlanty Hawks.
16 stycznia 2020 został wytransferowany do Minnesoty Timberwolves, w zamian za Treveona Grahama i Jeffa Teague'a. 29 lutego opuścił klub.

## Osiągnięcia
Stan na 1 marca 2020, na podstawie, o ile nie zaznaczono inaczej.
NCAA
- Uczestnik turnieju NCAA (2012, 2013)
- Zawodnik roku konferencji Pacific-12 (2013)[6]
- Najlepszy pierwszoroczny zawodnik konferencji Pacific-12 (2011)[7]
- Zaliczony do:
  - I składu:
    - Pac-12 (2012–2013)
    - najlepszych pierwszorocznych zawodników Pac-12 (2011)
    - turnieju Anaheim Classic (2013)

  - III składu All-American (2013 - NABC, TSN)
  - składu All-Pac-12 honorable mention (2011)